# Station Koudum-Molkwerum
Station Koudum-Molkwerum (Molkwar) is gelegen nabij de Friese dorpen Koudum en Molkwerum. Het station gelegen aan de spoorlijn van Leeuwarden naar Stavoren werd geopend op 8 november 1885 en op 15 mei 1938 gesloten. Het werd op 1 juni 1940 echter heropend.
Het uit 1883 stammende gebouwtje werd in 1958 gesloopt en vervangen door een standaardgebouw van het type Velsen-Zeeweg. Dit gebouw werd als laatste stationsgebouw aan deze lijn in 1991 gesloopt en vervangen door een abri. De spoorlijn wordt geëxploiteerd door Arriva.

## Afbeeldingen

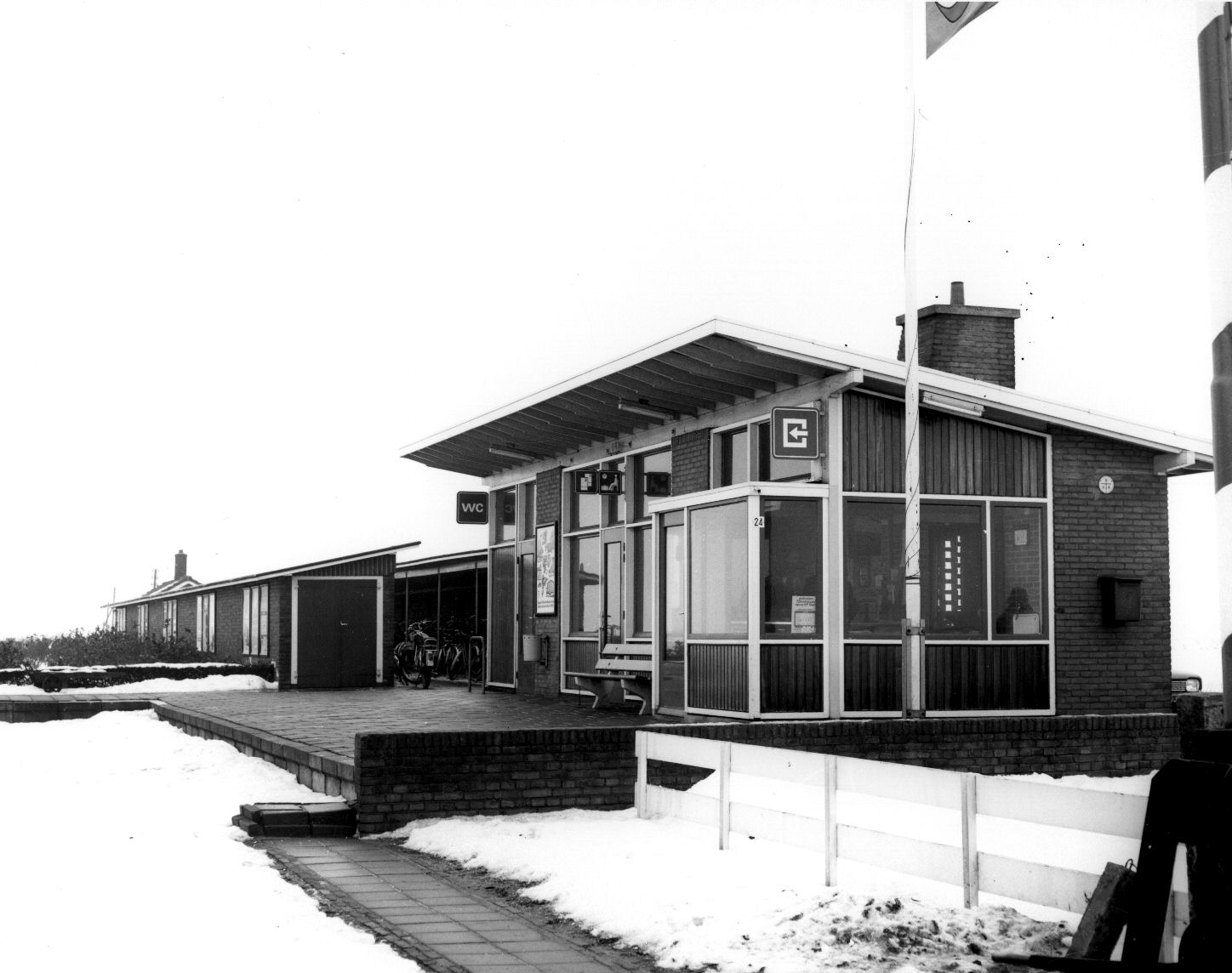
De perronzijde van het station in 1971
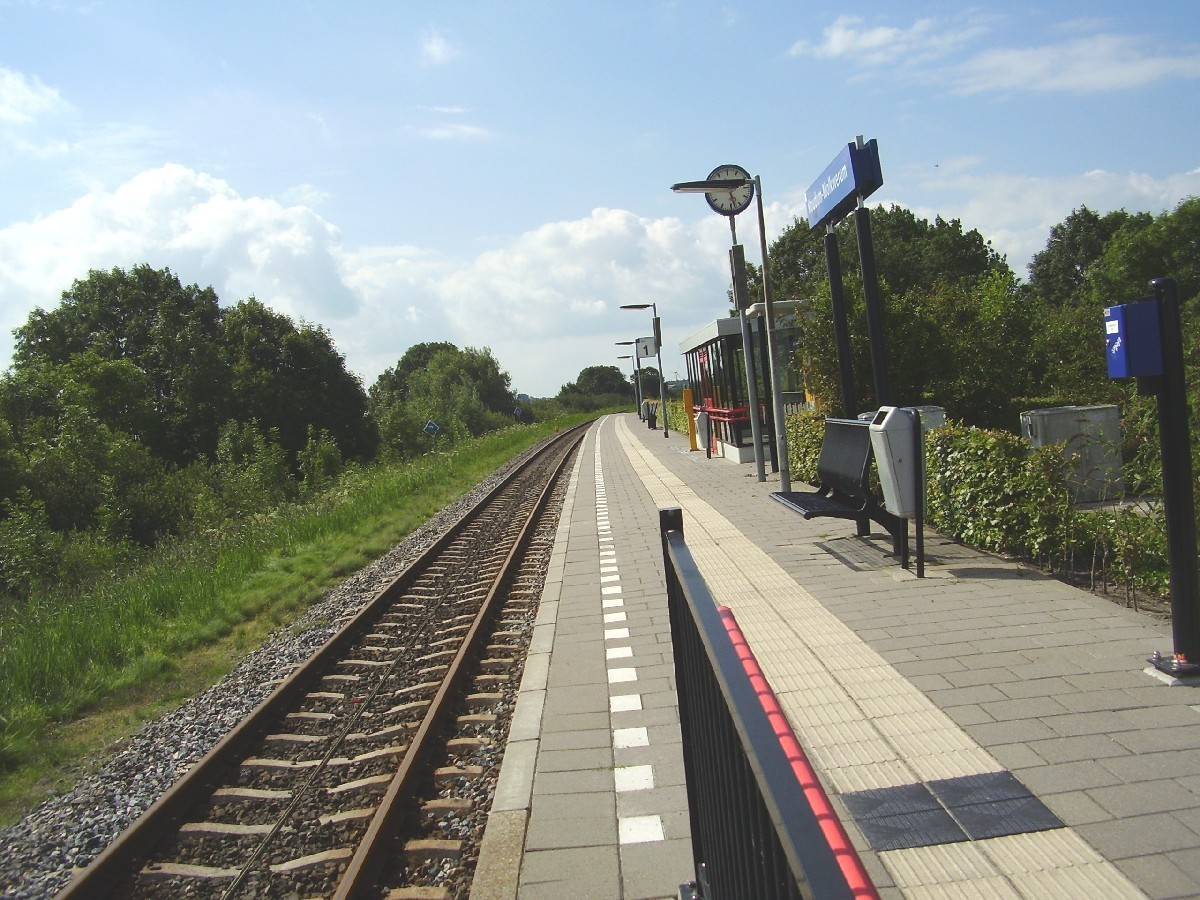
het perron (2007)
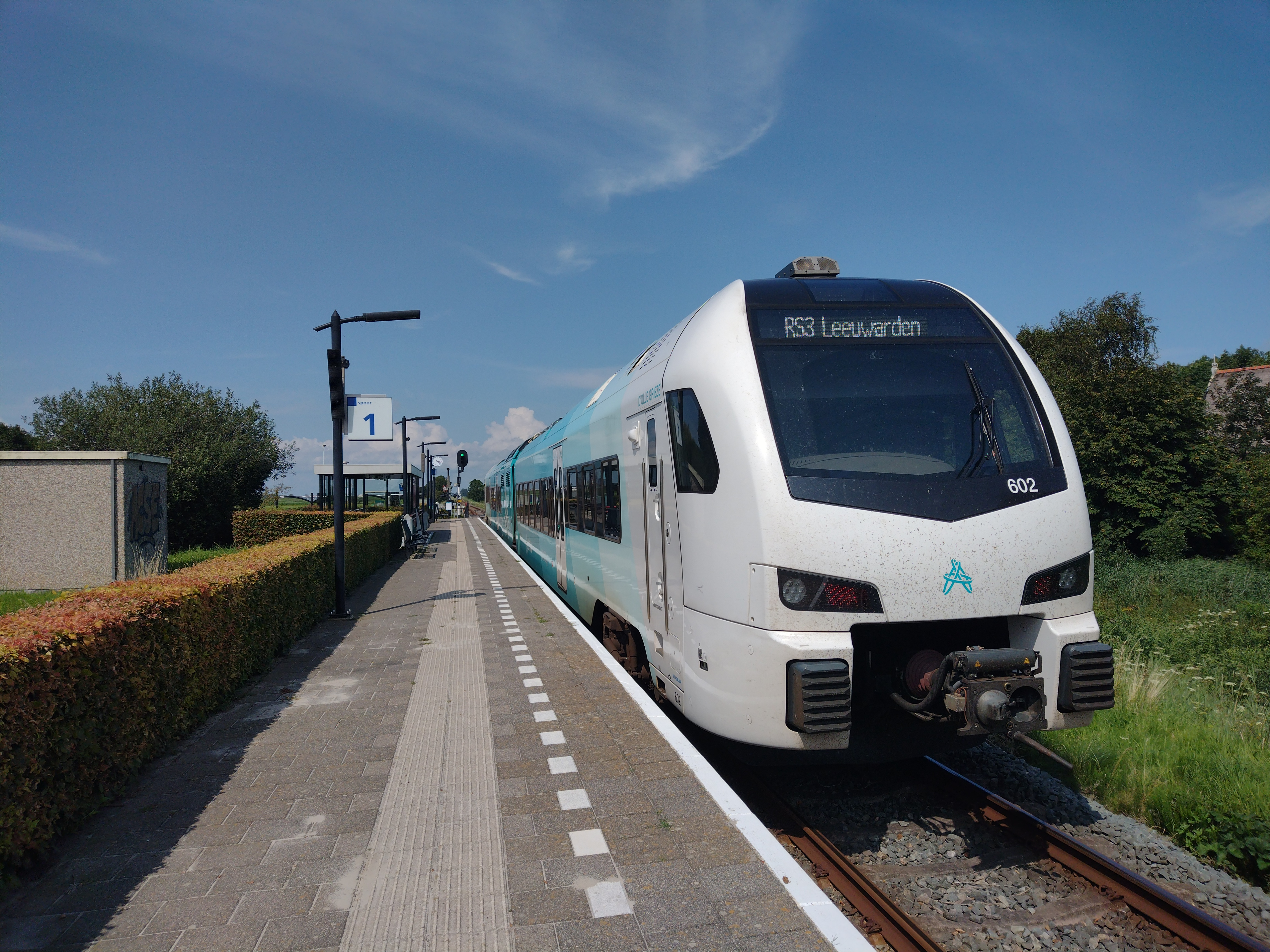
Arriva WINK op het station

## Treinseries
Op dit station stopt in de dienstregeling van 2025, ingegaan op 15 december 2024, de volgende treinserie:
| Serie      | Treinsoort         | Route                                            | Bijzonderheden |
| ---------- | ------------------ | ------------------------------------------------ | -------------- |
| 37100 RS 3 | Stoptrein (Arriva) | Leeuwarden – Sneek – Koudum-Molkwerum – Stavoren |                |

0: Leeuwarden ·
5: Jellum-Boxum ·
Beers ·
Jorwerd ·
10: Mantgum ·
Wieuwerd ·
16: Bozum ·
Scharnegoutum ·
20: Sneek Noord ·
22: Sneek ·
25: IJlst ·
30: Oudega ·
Nijhuizum ·
37: Workum ·
41: Hindeloopen ·
46: Koudum-Molkwerum ·
Warns ·
50: Stavoren
Akkrum ·
Buitenpost ·
De Westereen ·
Deinum ·
Dronryp ·
Feanwâlden ·
Franeker ·
Grou-Jirnsum ·
Harlingen ·
-Haven ·
Heerenveen ·
Hindeloopen ·
Hurdegaryp ·
IJlst ·
Koudum-Molkwerum ·
Leeuwarden ·
-Camminghaburen ·
Mantgum ·
Sneek ·
-Noord ·
Stavoren ·
Wolvega ·
Workum
Voormalige stations: zie de lijst van voormalige spoorwegstations in Friesland